# Конок (Ивановский сельсовет)
Конок — упразднённая деревня в Партизанском районе Красноярского края в составе Ивановского сельсовета. Упразднена в 2021 г.

## География
Находится примерно в 20 километрах по прямой на юг от районного центра села Партизанское.

## Климат
Климат умеренно холодный, континентальный. Вегетационный период продолжается, в среднем, 135 дней-148 дней, а безморозный в среднем 96 дней, с колебаниями в отдельные годы от 105 до 79 дней. Устойчивый снежный покров лежит более пяти месяцев (в среднем с первой декады ноября до конца апреля). Средняя высота снежного покрова под пологом составляет 56 см, на открытых участках — 19 см. Среднегодовое количество осадков 375 мм. Средняя температура воздуха за год −0,9°С.

## История
Основана в 1896 году.

## Население
| 2010 |
| ---- |
| 0    |

Постоянное население составляло 7 человек в 2002 году (43 % русские, 57 % поляки), 0 в 2010.